# Boris Dvornik
Boris Dvornik, né le 16 avril 1939 et mort le 24 mars 2008, est un acteur croate.

## Biographie
Fils d'un charpentier, Boris Dvornik se découvre un don pour le métier d'acteur durant son enfance, en jouant dans des pièces de théâtre de son école. Il fait d'abord des études pour devenir électricien, puis décide de poursuivre sa vocation et étudie le métier d'acteur à Novi Sad, en Serbie, puis à l'école de comédiens de l'Université de Zagreb. Révélé en 1960 par le film Neuvième cercle, il devient rapidement une vedette du cinéma yougoslave. Acteur complet, il apparaît aussi bien dans des drames que dans des comédies, sur le grand écran comme à la télévision.
Sa popularité est à son sommet dans les années 1970, notamment grâce à la série télévisée Naše malo misto. À partir des années 1980, il se produit surtout au théâtre. En 1992, il est élu député sous les couleurs de l'Union démocratique croate mais, peu à son aise au Parlement, démissionne un mois plus tard.
Boris Dvornik était très ami avec une autre vedette du cinéma yougoslave, le Serbe Bata Živojinović, qui a été plusieurs fois son partenaire à l'écran, notamment dans La Bataille de la Neretva, l'un des films yougoslaves les plus connus à l'étranger. Les deux hommes se sont ensuite brouillés durant les guerres de Yougoslavie, qui ont notamment opposé leurs deux pays : ils se sont finalement réconciliés en 2006 à l'occasion d'une émission de télévision.
Dans les dernières années de sa vie, la carrière de Boris Dvornik décline du fait de ses problèmes d'alcoolisme, qui le conduisent à être impliqué dans divers incidents. Souffrant de problèmes de santé, il meurt à l'âge de 68 ans. Ses deux fils, Dino et Dean Dvornik, sont également devenus des artistes réputés en Croatie, en tant que chanteurs pop.

## Filmographie sélective
- 1960 : Neuvième cercle
- 1965 : L'homme n'est pas un oiseau
- 1969 : La Bataille de la Neretva
- 1973 : La Cinquième offensive
- 1974 : Le Derviche et la Mort (Дервиш и смрт, Derviš i smrt) de Zdravko Velimirović